# Mil·lardinis
Els mil·lardinis (Millardini) són una tribu de rosegadors de la subfamília dels murins. Aquest grup fou descrit el 2008 per Lecompte et al. Les diferents espècies d'aquesta tribu tenen una distribució que cobreix el subcontinent indi i regions adjacents del sud d'Àsia. Algunes fonts es refereixen a aquest tàxon com a divisió Millardia.